# Heidi Diethelm Gerber
Heidi Diethelm Gerber (n. 20 martie 1969, Münsterlingen, cantonul Thurgau, Elveția) este o trăgătoare de tir ce a reprezentat Elveția, medaliată olimpică. A participat la 3 ediții ale Jocurilor Olimpice (2012, 2016, 2020) în care a câștigat o medalie de bronz.